# روبرت دود
روبرت دود (بالإنجليزية: Robert Dowd)‏ هو رسام أمريكي، ولد في 1936 في ديترويت في الولايات المتحدة، وتوفي في 1996 في لوس أنجلوس في الولايات المتحدة.